# Postclausa minuta
Postclausa minuta is een raderdiertjessoort uit de familie Gastropodidae. De wetenschappelijke naam van deze soort is voor het eerst geldig gepubliceerd in 1899 door Hilgendorf.